# Umba (osiedle)
Umba (ros. Умба) – osiedle typu miejskiego w obwodzie murmańskim w Rosji, położone na Półwyspie Kolskim, przy ujściu rzeki Umba do Zatoki Kandałaksza. W roku 2010 mieszkały tam 5532 osoby.
Liczba ludności w miejscowości systematycznie spada. Według spisu powszechnego z 2002 roku miała 6497 mieszkańców, zaś w 1989 było to 8309 mieszkańców.